# Międzynarodowe Biennale Architektury w Krakowie
Międzynarodowe Biennale Architektury (MBA), znane również pod nazwą Międzynarodowego Triennale Architektury (MTA) – impreza cykliczna, odbywającą się w Krakowie od roku 1985. Elementem zasadniczym każdej kolejnej edycji są konkursy architektoniczno-urbanistyczne wraz z towarzyszącymi im wystawami, seminariami i konferencjami.

## Historia
Początki imprezy sięgają roku 1985, gdy z inicjatywy architekta Romualda Loeglera odbyło się I Biennale Architektoniczne, poświęcone jednej z historycznych dzielnic Krakowa – Kazimierzowi. Kolejne edycje uzyskały status wydarzenia międzynarodowego, a ich znaczenie wzrosło szczególnie po transformacji w roku 1989, stając się platformą wymiany doświadczeń akademicko-biznesowych dla kształtującego się polskiego rynku architektonicznego. W roku 2008 zdecydowano się zmienić cykl imprez z 2-letniego na 3-letni, tym samym przemianowując nazwę wydarzenia na Międzynarodowe Triennale Architektury (MTA). Do nazwy MBA powrócono już jednak w roku 2013.
Na przestrzeni kolejnych edycji wydarzenia, pośród jurorów konkursów biennalowskich pojawili się: Wojciech Leśnikowski, Pekka Salminen, architekci Julia Bolles, Peter Wilson, Francesco Purini, Eckhard Feddersen, Günter Schlusche, Hildebrand Machleidt, Armando dal Fabbro czy Peter Cook.
Gośćmi honorowymi wystaw i seminariów byli m.in. Frei Otto, architekci Herzog & de Meuron, Zvi Hecker, David Mackay oraz Dietmar Eberle.

## Lista edycji
| Data          | Nazwa edycji    | Hasło edycji | Temat konkursu | Nagroda Grand Prix |
| ------------- | --------------- | --- | --- | --- |
| 12−14឴឵.12.1985 | I BA            | Nowa architektura w tradycyjnym otoczeniu. Konkurs w kategoriach: konfrontacje, wystawa, seminarium                                                                                         | Zagospodarowanie i twórcza rehabilitacja zdegradowanego fragmentu śródmieścia Krakowa – Starej Gazowni na Kazimierzu. | W. Obtułowicz, K. Wojtaszek, A. Pięta B. Patraszewska, J. Bruzda z Krakowa za budynek mieszkalny przy ul. Legionów Piłsudskiego w Krakowie |
| 8−10.10.1987  | II MBA          | Przekształcalność przestrzeni miejskich Konkurs w kategoriach: konfrontacje, wystawa, seminarium                                                                                            | Architektoniczne ukształtowanie otoczenia Klasztoru Norbertanek w Krakowie | Zespół z Łodzi: W. Adamiak, Z. Binczyk, M. Janiak, W. Saloni-Marczewski |
| 12−14.10.1989 | III MBA         | Dom w środku miasta – dom jako środek miasta. Konkurs w kategoriach: konfrontacje, wystawa, seminarium                                                                                      | Projekt architektoniczny dla trzech krakowskich lokalizacji: 1. plac Wiosny Ludów na obszarze Starego Miasta; 2. ciąg ul. Lubicz w strefie zabudowy przełomu XVIII-XIX w. na obszarze Śródmieścia, 3. plac w nowo projektowanym zespole mieszkalno-usługowym Dębniki-Zakrzówek na obrzeżu strefy śródmiejskiej                                 | Shane O’Toole z Irlandii Za pracę „Symbol Dublina – Kolumna Nelsona” |
| 10−12.10.1991 | IV MBA          | Park miejski – miejsce, spotkania kultury i natury. Konkurs w kategoriach: konfrontacje, wystawa, seminarium                                                                                | Koncepcja programowo-przestrzenna, urbanistyczna i architektoniczna dla przekształceń terenów Zakładów Solvay w Krakowie | Zespół z Holandii R.M. van Duivenbode, D. Anyika i R. Heijne |
| 22−24.10.1993 | V MBA           | Projekt – realizacja – próba czasu. Konkurs w kategoriach: konfrontacje, wystawa, film video                                                                                                | Ukształtowanie trzech placów w Krakowie: 1. placu Biskupiego, 2. placu Wszystkich Świętych, placu Bohaterów Getta | Nonchi HwafongWang, USA za projekt budynku planetarium ku czci Kopernika na placu Wszystkich Świętych |
| 18−20.10.1996 | VI MBA          | Rynek w Krakowie, Kraków w Europie. Konkurs w kategoriach: konfrontacje | Określenie form użytkowania i zagospodarowania Rynku Głównego w Krakowie odpowiadających nowym potrzebom miasta | A. Dal Fabbro, F. Caberletti, M. Iori, M. Montessori, G. Rakowitz z Włoch |
| 9−11.10.1998  | VII MBA         | Frontem do wody Konkurs w kategoriach: konfrontacje, wystawa | 1. Bulwar Czerwiński, Bulwar Poleski, 2. Bulwar, Podolski, ujście projektowanego kanału Ulgi | B. Goczoł, W. Goczoł z Zabrza za projekt dotyczący ujścia projektowanego kanału Ulgi |
| 6−8.10.2000   | VIII MBA        | Przestrzenie otwarte w mieście XXI wieku pod hasłem PIĘKNO-ETYKA-EKOLOGIA. Konkurs w kategoriach: konfrontacje, wystawa.                                                                    | Otoczenie Krakowskich Błoń | Piotr Frączek, Zygmunt Wiążewski, Krzysztof Wużyk, Paweł Zieliński, Piotr Jędrychowski, Klaudia Sobocińska, Filip Suchoń, Krzysztof Wiążewski, Paweł Wilk, Katarzyna Kramarz – Kraków |
| 11−13.10.2002 | IX MBA          | Mniej ideologii – więcej geometrii w przestrzeni do życia w mieście.Konkurs w kategoriach: konfrontacje, wystawa, konkurs fotograficzny                                                     | Nowa Huta | Dorota Palmączyńska, Jakub Rozmuski, Sebastian Bieganowski – Wrocław |
| 15−16.10.2004 | X MBA           | Architektura Sztuka Przyszłości. Konkurs w kategoriach: konfrontacje (miejsce sztuki w mieście); wystawa (miejsce sztuki w mieście); konkurs fotograficzny (sztuka w mieście)               | Muzeum Tadeusza Kantora przy Placu Szczepańskim w Krakowie. Most–galeria sztuki na Wiśle w Krakowie pomiędzy ulicami Mostową na Krakowskim | Marcin Charciarek, Katarzyna Charciarek – Kraków |
| 17−19.04.2009 | XI MTA          | Wymiar architektury | Konkurs główny: 50 wieżowców dla historycznego miasta Krakowa Konkurs młodych: na koncepcję przystanku szybkiej kolei aglomeracyjnej w Krakowie Konkurs studencki: na koncepcję wieży na Rondzie Mogilskim | Kajetan Tarnowski – Kraków |
| 21.06.2013    | XII MTA         | Społeczne i rozwojowe funkcje architektury – kształtowanie urbanistyki miast. Od wolnych przestrzeni użytkowych do rewitalizacji poprzez kulturę. Architektura Muzyki – obiekty dla muzyki. | Konferencja „Co dalej z Centrum Muzyki?” | – |
| 15-16.10.2015 | MBA Kraków 2015 | Ludzki wymiar miejskich przestrzeni | Konkurs MBA Kraków 2015 odbył się w trzech konkurencjach, których myślą przewodnią i głównym tematem był „Ludzki wymiar miejskich przestrzeni”: A. konkurs projektów zrealizowanych B. konkurs projektów koncepcyjnych C. konkurs – seminarium Ponadto spośród 3 zwycięskich prac przyznana została również Nagroda Grand Prix MBA Kraków 2015 | A. Közti Zrt – Tima Studio – "Kossuth tér reconstruction Budapest" B. Serena Barone, Martina Ciampi – "Decumano Maximus" C. Przemysław Chimczak, Tomasz Bojęć (BLOKBLOG) – "MIASTA PRZYJAZNE STARZENIU. Połączenie analiz przestrzennych” Grand Prix MBA Kraków 2015: Serena Barone, Martina Ciampi – “Decumano Maximus" |